# Beppe Dettori
Giuseppe Dettori, detto Beppe (Stintino, 6 ottobre 1965), è un cantante e chitarrista italiano.
Dal novembre 2006 al dicembre 2012 è stato la voce ufficiale dei Tazenda dopo la morte di Andrea Parodi.

## Biografia
Beppe si trasferisce a Milano all'età di 22 anni. Dopo le prime difficoltà, molto utili sono i consigli ricevuti da Fabio Concato, che lo aiutano a muoversi nell'intricata industria discografica.
Dal 1994 al 1996 lavora in studio con artisti come Ron, Vasco Rossi ed Enrico Ruggeri ed accompagna in tour Gatto Panceri. Nel 1997, scrive per i Ragazzi Italiani, che partecipano a Un disco per l'estate con la canzone Non finire mai. Nel 2000 scrive Il mio amore per te per Eros Ramazzotti, inserito nell'album Stile libero.
Altre collaborazioni importanti negli anni a seguire sono quelle con Paolo Meneguzzi e Gianluca Grignani. Nel 2006 ha pubblicato l'album Kapajanka Project 01.
È anche vocalist di numerosi spot pubblicitari e ha collaborato con Mediaset sia per show televisivi (La sai l'ultima?, Meteore e Matricole e Viva Napoli), sia per sigle di cartoni animati (ha cantato Beyblade VForce con Giorgio Vanni, Sherlock Holmes indagini dal futuro, Belfagor, Gladiator's Academy, Quella strana fattoria con Cristina D'Avena e infine Pokémon: The Master Quest con Giorgio Vanni e Cristina D'Avena).

### Con i Tazenda
Nel novembre dello stesso anno diventa la nuova voce del gruppo dei Tazenda, a poco più di un mese dalla morte dello storico cantante e frontman Andrea Parodi. Nel 2007 insieme alla band sarda pubblica gli album in studio Vida, Madre Terra nel 2008. Nel 2010 scrive per Valerio Scanu "Così distante" contenuta all'interno del disco Per tutte le volte che... e nel 2012 con i Tazenda, pubblica l'album in studio Ottantotto. Nel 2007 pubblica con la band l'album dal vivo Il nostro canto - Live in Sardinia e Desvelos tour nel 2011. Rimane nel gruppo sino al 2012, quando lo lascia per "motivi strettamente personali in primis e per mancanza di intesa artistico-musicale e progettuale in secondis", come dichiarerà successivamente lo stesso Dettori; come cantante del gruppo sardo verrà sostituito da Nicola Nite.

### Da solista
Nel 2015, dopo la partenza dai Tazenda, pubblica il singolo Abba, realizzato con la collaborazione di Paolo Fresu e dei Tenores di Bitti "Mialinu Pira", che va ad anticipare l'omonimo album uscito nello stesso anno. Nel 2019 pubblica il nuovo album in studio @90 e l'album dal vivo S’incantu e sas cordas. Nel 2020 realizza insieme a Raoul Moretti l'album (In)Canto Rituale, contenente diverse cover in tributo a Maria Carta. Nel 2022 pubblica il suo sesto album in studio Animas.

## Partecipazioni al Festival di Sanremo

### Con i Tazenda
| Edizione                 | Artista               | Brano        | Autore   |
| ------------------------ | --------------------- | ------------ | -------- |
| Festival di Sanremo 2009 | Tazenda & Marco Carta | La forza mia | P. Carta |

## Discografia

### Da solista
Album in studio
- 2001 – Umano troppo umano
- 2003 – Orecchie di elefante
- 2010 – Kapajanka Project 01
- 2015 – Abba
- 2019 – @90
- 2022 – Animas

Album dal vivo
- 2019 – S’incantu e sas cordas
- 2022 – Concerto al Porto Vecchio di Stintino

Raccolte
- 2011 – D'oppio
- 2020 – (In)Canto Rituale - Tributo a Maria Carta (con Raoul Moretti)

Singoli
- 1993 – Cosa c'entra il negro
- 1997 – Senza di te mai
- 2014 – Hallelujah
- 2015 – Abba (feat. Paolo Fresu & Tenores di Bitti)
- 2021 – Sardus pater (feat. Fantafolk)
- 2021 – Ballu

### Con i Tazenda
Album in studio
- 2007 – Vida.
- 2008 – Madre Terra.
- 2012 – Ottantotto.

Album dal vivo
- 2007 – Il nostro canto - Live in Sardinia
- 2011 – Desvelos tour

Singoli
- 2007 – Domo mia (feat. Eros Ramazzotti)
- 2007 – La ricerca di te
- 2009 – Madre Terra (feat. Francesco Renga)
- 2009 – Piove luce (feat. Gianluca Grignani)
- 2009 – L'aquila
- 2012 – Mielacrime